# دوست نداشتنی
دوست نداشتنی (به انگلیسی: Unlovable) فیلمی محصول سال ۲۰۱۸ و به کارگردانی سوزی یونسی است. در این فیلم بازیگرانی همچون شارلین دی‌گوزمان، ملیسا لیو، جان هاکس، پاول جیمز، جک مک‌دورمن و الن گیر ایفای نقش کرده‌اند.